# Johann Philipp Zobel
Johann Philipp Zobel (* 15. Oktober 1794 in Sachsenberg; † 1. September 1840 ebenda) war ein deutscher Postexpediteur, Bürgermeister und Politiker.

## Leben
Zobel war der Sohn des Schulmeisters Johann Jacob Zobel (* 12. Juli 1755 in Sachsenberg; † 29. Oktober 1813 ebenda) und dessen Ehefrau Anna Elisabeth geborene Menckel (* 29. November 1763 in Sachsenberg; † 1. Juni 1831 ebenda). Er war evangelisch und heiratete am 23. November 1819 in Sachsenberg Catharina Eleonore Schlierbach (* 10. September 1797 in Sachsenberg; † 13. Juli 1852 ebenda), die Tochter des Johann Daniel Schlierbach, und der Sophia Elisabeth geborene Valentin.
Zobel war 1822 Postexpediteur im Amt Lichtenfels. Von Herbst 1822 bis Herbst 1823, von Herbst 1827 bis Herbst 1836 und erneut von Herbst 1837 bis Herbst 1840 Bürgermeister der Stadt Sachsenberg. 1830 handelte er mit der Regierung die Belassung der hohen und niederen Jagd bei der Stadt Sachsenberg aus, deren Verpachtung die Regierung unter spektakulärem Protest der gesamten Bürgerschaft angeordnet hatte. Als Bürgermeister war er vom 8. Dezember 1822 bis zum 10. Dezember 1823, vom (Herbst) 1827 bis (Herbst) 1836 und erneut vom (Herbst) 1837 bis zu seinem Tod 1840 Mitglied des Landstandes des Fürstentums Waldeck.